# 회화

모나리자는 서양의 가장 널리 알려진 회화이다.

회화(繪畵) 또는 페인팅(영어: painting)은 캔버스, 종이, 나무, 유리, 비단, 콘크리트 등의 표면에 색을 이용하여 그린 그림을 말한다. 특히 미술에서 회화는 작업자의 미적 감각에 의해 구상되어 제작된 구도와 데생을 포함한 풍부한 표현력이 깃든 평면상의 그림을 뜻한다.
회화는 오랫동안 대표적인 미술의 한 장르로 존재하여 왔다. 회화의 주제는 종교, 신화와 같은 정신적인 주제에서부터 초상화, 풍경화와 같은 다양한 분야에 이르기까지 넓은 영역에 걸쳐 있다.

## 개요
| “ | 사물의 두 번째 면의 경계는 첫 번째 면의 것과 같을 수 없다. 그렇기 때문에 화가의 작업은 첫째 면과 둘째 면 사이의 경계를 만드는 것이 아니다. 하나의 사물과 그것의 주위에 있는 자연의 다른 사물들을 나누는 외곽선은 실재하지 않는다. 하나의 면에 칠해진 색은 실재하지 않는 외곽선을 나타내는 것이 아니라 다른 색의 시작점일 뿐이다. 하나의 색은 주위 다른 색에 대응할 뿐이다. 그러기에 화가는 간격을 만드는 경계를 만들지 않는다. | ” |
|   | — Martin Kemp, Leonardo on Painting, p. 86-87. |   |

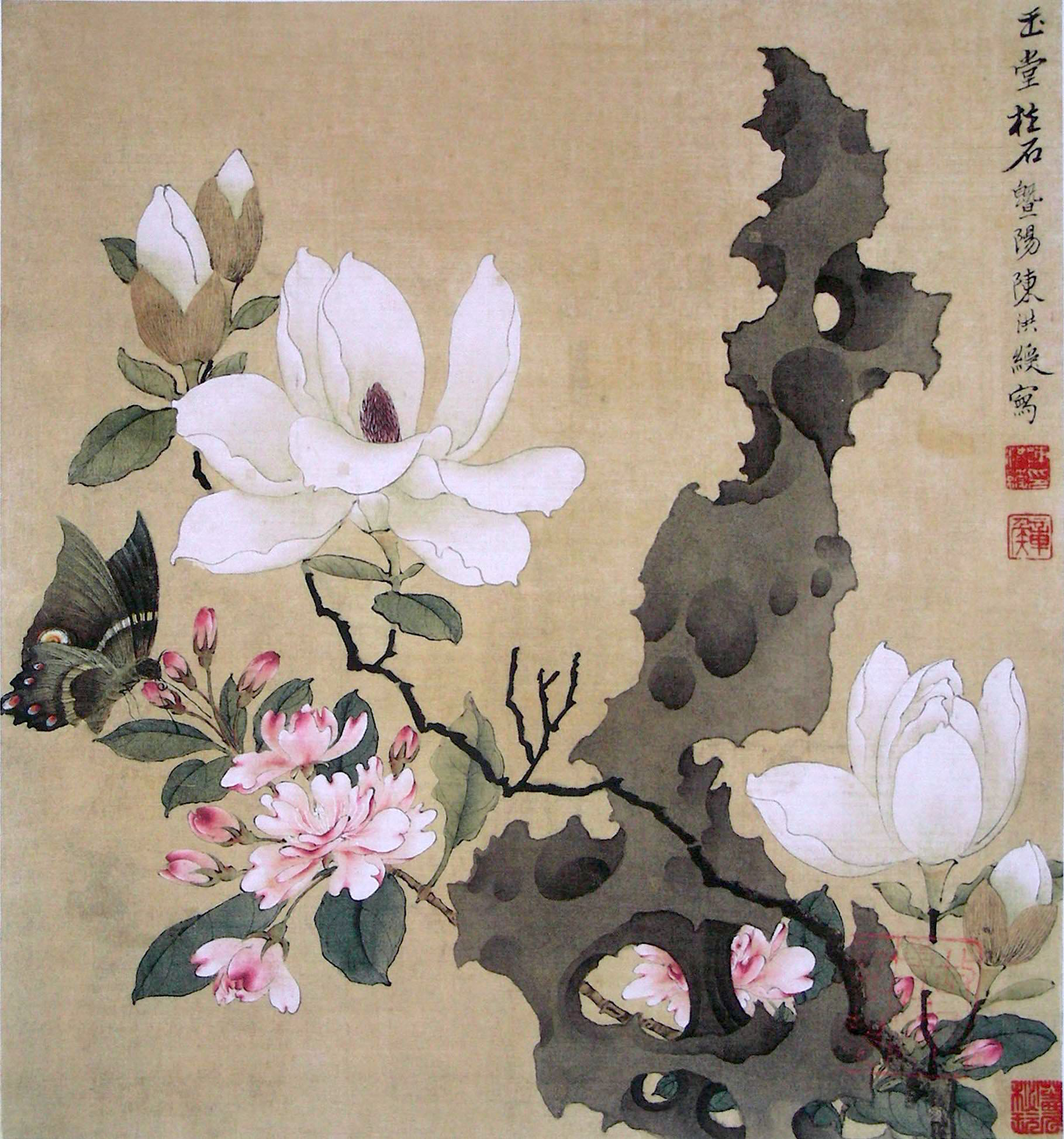
명말청초의 화가 진홍수의 작품

회화를 가능하게 하는 것은 색의 명도에 대한 표현과 이것을 감지하는 시각이다. 공간상의 모든 점은 저마다 다른 명도를 갖는다. 어느 한 점의 명도는 그레이 스케일중의 하나와 대응한다. 실제 작업에서 화가는 일련의 명도를 늘어놓고 그 중 하나를 선택하여 원하는 면을 표현할 수 있다. 이때 화가는 기하학적 입체의 명암과 원근법을 동시에 고려한다. 일예로 화가가 어둠속으로 길게 이어진 흰벽을 그리려 한다면, 흰벽은 그저 동일한 흰색일 뿐이라 하더라도 화가는 벽의 한 지점의 명도가 다른 지점의 명도와 차이나는 것을 나타내기 위해 서로 다른 명도를 화면에 표현할 것이다. 즉 가장 밝은 흰색 지점에서부터 가장 어두운 검은색 지점까지 회화에 표현하게 된다.
색과 색조는 음악의 음높이와 리듬처럼 회화에 필수적인 요소이다. 색은 문화에 따라 매우 주관적인 심리적 영향을 준다. 서양에서 검정은 종종 죽음을 상징한다. 그러나 동양에서는 장례에 흰색이 쓰인다. 괴테, 칸딘스키, 뉴튼과 같은 사람들이 독자적인 색 이론을 주창하였다. 색의 주관성에는 언어적인 이유도 있는데 색을 가리키는 낱말은 가시광선 가운데 하나의 색상을 정확히 지칭하는 것이 아니라 넓은 범위를 포괄하기 때문이다. 예를 들어 일상에서 빨강은 심홍색에서부터 분홍색에 가까운 색까지 폭넓게 쓰인다. 실제 회화의 제작에서 색은 삼원색과 같은 단순한 색들의 혼합을 통해 다양한 색상을 사용한다.
현대 회화는 콜라주와 같은 새로운 기법을 도입하였다. 이외에도 추상화, 입체파, 상징주의, 초현실주의 등과 같은 예술 사조에 따라 다양한 표현 기법이 등장하였다.

## 역사

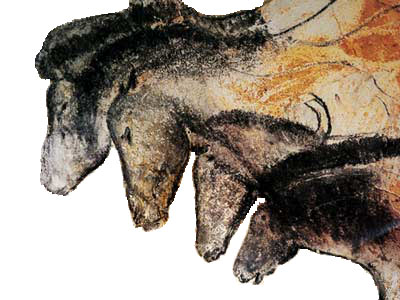
쇼베 동굴의 벽화

지금까지 알려진 가장 오래된 회화는 약 32,000년 전에 그려진 프랑스 쇼베 동굴의 벽화이다. 레드 오크를 사용한 적색 안료와 흑색 안료를 이용하여 말, 코뿔소, 사자 등을 그렸다. 이외에도 라스코 동굴의 벽화 등이 선사시대의 회화로 유명하다. 동굴 벽화는 프랑스, 스페인, 포르투갈, 중국, 인도 등지에서 발견되었다.
고대 이집트의 피라미드 내부에 그려진 벽화는 당시의 생활 모습을 알 수 있는 역사적 자료이자 당시 회화의 수준을 잘 보여준다. 폼페이의 발굴을 통해 고대 로마의 벽화가 발견되기도 하였다. 고구려의 고분에서도 많은 벽화가 발견됐다.

## 미학과 회화 이론
미학은 아름다움에 대한 이론을 연구하는 학문으로 고대에서부터 19세기 칸트와 헤겔에 이르기까지 철학의 주요한 분야 중 하나이다. 미학은 아름다움을 정의하고 그 방법론을 연구하기 때문에 회화에 많은 영향을 주었다. 이미 고전 철학에서 플라톤은 회화에 대한 자신의 생각을 기술하였는데 그의 이론에 따르면 회화는 실재를 모사한 것이기 때문에 결코 참된 것이 될 수 없다. 한편 레오나르도 다빈치는 "회화는 지적 작업이다."라고 주장한 바 있다. 칸트는 "미(美)란 숭고함이다."라고 주장하였는데 그의 이러한 주장은 윌리엄 터너(Joseph Mallord William Turner)와 같은 낭만주의 화가들에게 받아들여졌다.
도상학은 그림이 전하고자 하는 이야기를 해석하는 학문으로 중세이래 서양의 회화 전통에 기인한 것이다. 중세 및 르네상스 시기의 서양 회화는 많은 어트리뷰트(attribute)를 사용하여 나타내고자 하는 인물, 사건, 이야기 등을 나타냈는데 이를 해석하여 그림이 전달하는 이야기를 구성하는 도상학이 발달하게 된다. 예를 들어 서양회화에서 올빼미가 옆에 있는 투구를 쓴 여인은 아테네를 나타내는 것이다.
1890년대 프랑스의 화가 마우리세 데니스는 "그림이란 본질적으로 군마, 전라의 여인, 이야기의 한 장면을 나타내기 이전에, 이것들을 표현하고자 화폭에 모인 색의 구성이다."라고 말하였다. 이는 이후 20세기 회화에 막대한 영향을 주어 입체파와 같은 새로운 회화가 출발하게 하였다.

## 소재
- 알레고리
- 초상화
- 풍경화
- 정물화
- 바디페인팅
- 인물화[2]
- 일러스트레이션
- 포스터

## 재료
회화는 재료에 따라 다음과 같이 구분된다.
- 아크릴 회화
- 에나멜 회화
- 밀납화
- 프레스코화
- 구아슈
- 유화
- 수채화
- 파스텔화

## 표현양식
회화의 주요 표현 양식으로는 다음과 같은 것들이 있다.
- 낭만주의
- 매너리즘
- 모더니즘
- 미래파
- 바로크
- 사실주의
  - 극사실주의
  - 사회주의 사실주의
- 신고전파
- 아르데코
- 아웃사이더 아트
- 야수파
- 인상파
- 입체파
- 초현실주의
- 추상화
- 팝아트
- 포스트모더니즘

## 같이 보기
- 소묘(데상)
- 영상(이미지)